# Agrypon zhongdianense
Agrypon zhongdianense là một loài tò vò trong họ Ichneumonidae.